# Pädagogische Hochschule Wien

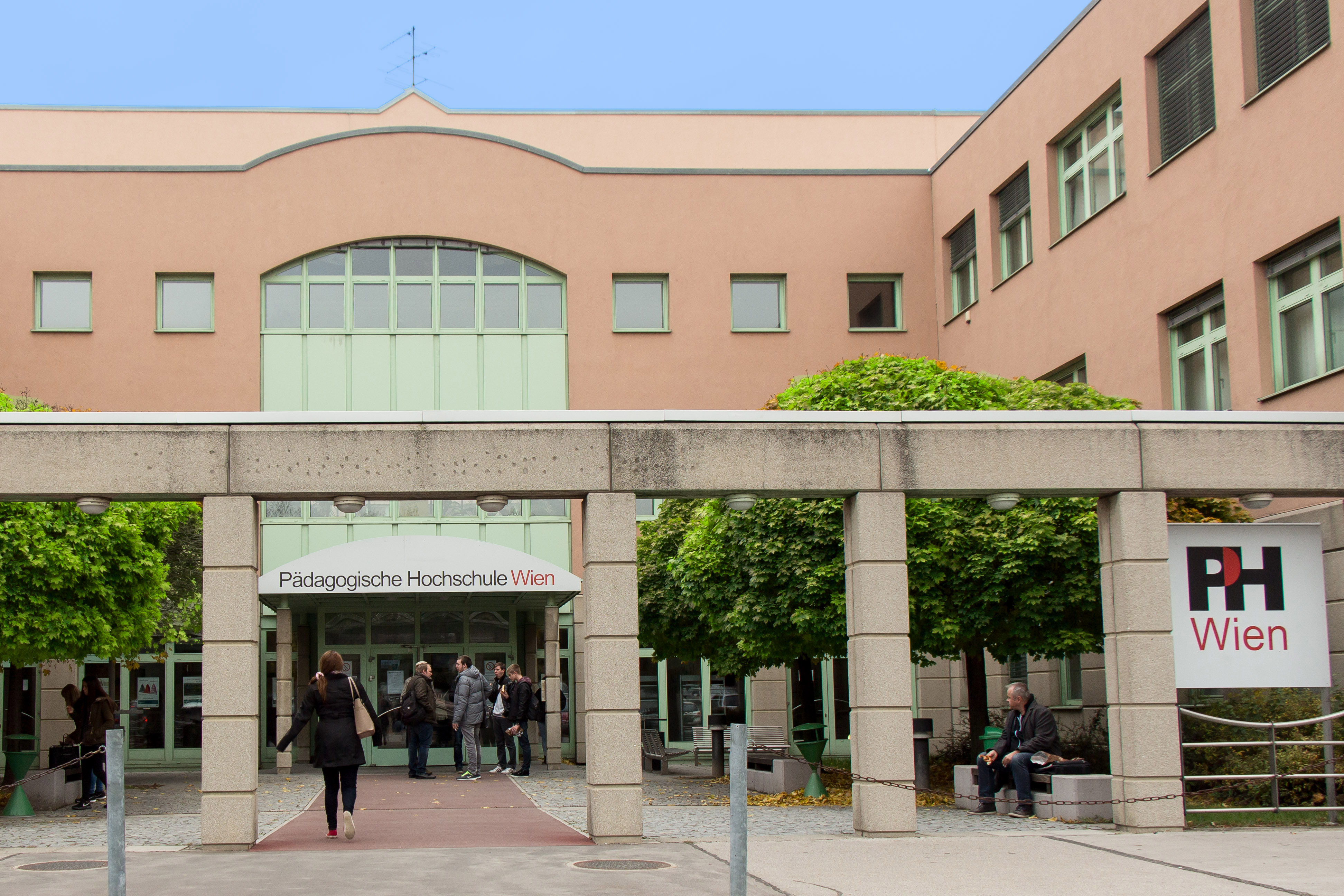
Pädagogische Hochschule Wien

Die Pädagogische Hochschule Wien (abg. PH Wien) liegt im 10. Wiener Gemeindebezirk Favoriten, im Süden von Wien.

## Bildungsangebot
Die Pädagogische Hochschule Wien ist ein Zentrum der professionsorientierten Aus-, Fort- und Weiterbildung von Lehrpersonen sowie weiteren pädagogischen Berufsgruppen. Lehramtsstudien zum „Bachelor of Education“ bzw. „Master of Education“ werden in den Bereichen der Allgemein- und der Berufsbildung sowie in weiteren pädagogischen Berufsgruppen angeboten.
Die PH Wien ist die größte Pädagogische Hochschule in Österreich und veranstaltet jährlich rund 2200 Fort- und Weiterbildungsveranstaltungen für Lehrer.
So werden auch Studierende im Hochschullehrgang Freizeitpädagogik für die Arbeit im Freizeitteil in ganztägigen Schulformen der schulischen Tagesbetreuung ausgebildet.
Die PH Wien arbeitet mit anderen Hochschulen Wiens und Niederösterreichs im Verbund Nord-Ost zusammen, unter anderem mit der anderen Pädagogischen Hochschule in Wien, der KPH Wien/Krems.

## Personen

### Lehrbeauftragte
- Konrad Musalek, 1970–2003, Instrumentalmusikerziehung
- Rolf Laven, Kunstdidaktik
- Ewald Felber, 2007–2013 Gitarre und Instrumentaldidaktik

## Absolventen
- 1971: Manfred Wurm (* 1949), österreichische Politiker (SPÖ)
- 1988: Michaela Resetar (* 1950), österreichische Politikerin (ÖVP) und Managerin
- Doris Prohaska (* 1966), österreichische Politikerin (SPÖ) und Lehrerin
- Constantin Göttfert (* 1979), österreichischer Autor
- Kathrin Schindele (* 1981), österreichische Politikerin (SPÖ) und Schulleiterin